# 亞魯希奇
49°14′31″N 23°57′2″E / 49.24194°N 23.95056°E
亞魯希奇（烏克蘭語：Ярушичі），是烏克蘭的村庄，位於該國西部利沃夫州，由斯特雷區斯特雷市鎮負責管轄，始建於1850年，面積10.5平方公里，海拔高度293米，2001年人口245，人口密度每平方公里23.3人。